# دانشمند شبگرد
دانشمند شبگرد (کره‌ای: 밤을 걷는 선비; لاتین‌نویسی اصلاح‌شده: Bameul Geotneun Seonbi; انگلیسی: The Scholar Who Walks the Night) یک مجموعهٔ تلویزیونی کره جنوبی بر پایهٔ مانهوایی با همین نام به نویسندگی جو جو-هی و تصویرگری هان سونگ-هی است. در این مجموعه لی جون گی، لی یو بی، شیم چانگمین، لی سوهیوک و کیم سو-اون به ایفای نقش می‌پردازند. این مجموعه از ۸ ژوئیه تا ۱۰ سپتامبر ۲۰۱۵، روزهای چهارشنبه و پنجشنبه ساعت ۲۱:۵۵ (کی‌اس‌تی) از ام‌بی‌سی برای ۲۰ قسمت پخش شد.
این مجموعه همکاری دوبارهٔ لی جون گی و کیم سو-اون است که پیش از این در فیلم پرواز کن پدر سال ۲۰۰۶ همبازی بوده‌اند.

## بازیگران

### اصلی
شخصیت اصلی
- لی جون گی در نقش کیم سونگ-یول («دانشمند شب»)
- لی یو بی در نقش جو یانگ-سون/سو جین

شخصیت اصلی دوم
- شیم چانگمین در نقش ولیعهد لی یون
- لی سوهیوک در نقش گی
- کیم سو-اون در نقش لی میونگ-هی/چوی هه-ریونگ